# Pietro Maiellaro
Pietro Gerardo Maiellaro (Candela, 29 settembre 1963) è un dirigente sportivo, allenatore di calcio ed ex calciatore italiano, di ruolo centrocampista, responsabile dell'area tecnica e scouting del Lucera.

## Caratteristiche tecniche

### Giocatore
Centrocampista offensivo dotato di buona tecnica, era molto abile con il piede destro.

## Carriera

### Giocatore

Un duello con Maradona in Napoli-Bari dell'aprile 1990.

Cresciuto a Lucera, debutta nelle giovanili della squadra cittadina. Dopo aver indossato le maglie di Varese, Avellino, Palermo e Taranto, si trasferisce nel 1987 al Bari in cambio di 2 miliardi e 300 milioni di lire più due giocatori. Con il Bari otterrà la sua ascesa e la sua fortuna calcistica (26 realizzazioni di cui 13 in Serie B e altrettante in Serie A) in quattro stagioni con i biancorossi. Pietro Maiellaro è stato un idolo per il Bari ed è ritenuto, ancora oggi, uno dei più validi calciatori che abbiano mai militato con la squadra del capoluogo pugliese. Nella memoria dei tifosi rimane, fra tutti, il suo gol del 24 marzo 1991, segnato con un tiro da 40 metri che batté il portiere del Bologna Gianluigi Valleriani.
Trasferitosi alla Fiorentina per 4,2 miliardi di lire, segna 4 gol in 25 presenze. Nella squadra viola, chiuso da calciatori del calibro di Stefano Borgonovo, Mazinho e Gabriel Omar Batistuta, trova poco spazio e gioca solo per una stagione, chiudendo nel 1992 la sua avventura nella massima serie.
Nell'estate del 1992 effettua il ritiro con l'ambiziosa Ternana, neopromossa in B; ben presto sarà però costretto a lasciare il ritiro, insieme ad altri giocatori del calibro di Sandro Tovalieri e Giuseppe Taglialatela, a causa di una crisi finanziaria della società umbra, che non poté più permettersi i suddetti acquisti.
Si accorda quindi con il Venezia con cui gioca una stagione in Serie B. L'anno successivo lo ingaggia il Cosenza con cui firma 7 reti in 31 incontri tra i cadetti (memorabile un gol segnato alla Fiorentina dopo aver scartato mezza squadra avversaria). L'anno dopo cambia ancora casacca, ma mantiene sempre la categoria: torna infatti dopo un decennio al Palermo, dove realizza 9 gol in 30 partite. Segue poi la parentesi straniera che lo porterà a giocare in Messico, nel Tigres UANL. Al ritorno in Italia lo ingaggia il Benevento (che milita in Serie C2), per poi passare al Campobasso nei dilettanti dove chiude la sua carriera da calciatore e contemporaneamente si avvia a quella di allenatore.

### Allenatore e dirigente
Dopo aver traghettato (da giocatore) il Campobasso al termine della stagione 1997-1998, si siede nell'ottobre dello stesso anno sulla panchina molisana col ruolo di giocatore-allenatore. Nel 2001 è responsabile della formazione berretti del Foggia, mentre bisogna attendere il 2004 per rivederlo allenatore di una prima squadra, quella del Lucera. Seguono avventure con le formazioni di Noicattaro, Barletta e Apricena.
Dal 2008 al 2011 ha allenato la Primavera del Bari.
Dal 3 gennaio 2013 allena il Lucera.
Per la stagione 2013-2014 è l'allenatore dell'Ascoli Satriano, formazione ripescata nell'Eccellenza pugliese, dalla cui guida si dimette il 5 marzo 2014, dopo la sconfitta casalinga dell'Ascoli contro il Vieste.
Nella stagione 2014-2015 allena l'A.S.D. Pietramontecorvino, squadra dell'omonimo paese in provincia di Foggia, ripescata in Promozione Molise. Nella stagione 2016-17 è stato esonerato all'ottava giornata dal club dauno.
Nella stagione 2020-2021, il Lucera Calcio ha comunicato di aver affidato l'incarico di direttore generale all'ex calciatore concittadino.

## Palmarès

### Giocatore

#### Competizioni interregionali
- Coppa Italia Dilettanti: 1

Campobasso: 1997-1998 (Fase C.N.D.)

#### Competizioni nazionali
- Coppa del Messico: 1

Tigres UANL: 1995-1996

#### Competizioni internazionali
- Coppa Mitropa: 1

Bari: 1990